# Monodelphis americana
Monodelphis americana är en pungdjursart som först beskrevs av Cornelius Herman Muller 1776. Monodelphis americana ingår i släktet pungnäbbmöss och familjen pungråttor. IUCN kategoriserar arten globalt som livskraftig. Inga underarter finns listade.
Tre exemplar var 10,0 till 11,1 cm långa (huvud och bål) och därtill kommer en 4,2 till 4,8 cm lång svans. Ovansidan har en brun till rödbrun grundfärg. Från huvudets topp över ryggen till svansens ansats sträcker sig en svart strimma. På varje sida förekommer ytterligare en svartaktig men kortare parallell strimma. Den ljusa pälsen på undersidan har inslag av orange. Bakfötterna är med klor cirka 1,5 cm långa.
Pungdjuret förekommer längs Brasiliens östra kustlinje, ungefär från Amazonflodens mynning till delstaten Santa Catarina. Arten är aktiv på dagen och vistas i skogar. Födan utgörs främst av insekter och kanske även av små ryggradsdjur.
Individerna bygger bon av växtdelar som placeras vid trädens förgreningar eller i buskar. Nästen kan ligga 5 meter över marken. Antagligen dör alla hannar efter den första parningen. Monodelphis americana intar inget stelt tillstånd (torpor) under kalla nätter och exemplar som fångades i bur är ofta döda när buren undersöks. Arten undviker skogar som liknar träskmarker. En individ åt ett ungdjur av en vattenrisråtta.